# Berlesedesmus flagellipes
Berlesedesmus flagellipes är en mångfotingart som beskrevs av Loomis 1975. Berlesedesmus flagellipes ingår i släktet Berlesedesmus och familjen fingerdubbelfotingar. Inga underarter finns listade i Catalogue of Life.